# Jeff Hamilton

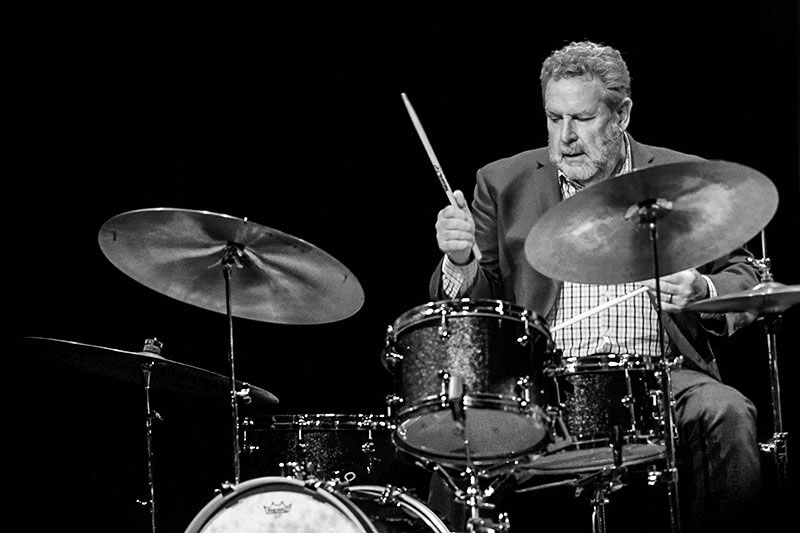

Jeff Hamilton es un baterista de jazz norteamericano nacido el 4 de agosto de 1953 en Richmond, Indiana. Es codirector de la Clayton-Hamilton Jazz Orchestra y líder de su propio trío. Es especialmente conocido por sus trabajos con Ray Brown, Oscar Peterson y Diana Krall, así como por los grupos que lidera. Ha tocado en festivales de Jazz y en clubs de todo el mundo.
En los inicios de su carrera, tocó con el grupo de Tommy Dorsey, tras una breve colaboración con Lionel Hampton. Formó parte, entre 1975 y 1977, del Monty Alexander’s Trío, de 1977 a 1978 de la orquesta de Woody Herman, y desde ese año de los L.A. Four, con los que grabó seis álbumes. Tras esto, empezó a grabar como batería de acompañamiento para los estudios Concord.
De 1983 a 1987, tocó con Ella Fitzgerald, Rosemary Clooney y con la orquesta de Count Basie. En los años noventa actuó con los Clayton Brothers, recorrió el mundo con Oscar Peterson y con Ray Brow y actualmente codirige la Clayton-Hamilton Jazz Orchestra con John y Jeff Clayton.
Hamilton ha hecho frecuentes giras con Diana Krall, con la que grabó dos DVD en directo (Live in Paris y Live in Río) y varios álbumes de estudio.
Hamilton también dirige su propio trío con Christoph Luty (bajo) y Tamir Hendelman (piano); su último álbum, Red Sparkle, saldrá a la venta el 21 de febrero de 2012.
Hamilton es actualmente endorser de las marcas Crescent Cymbals y Remo.
- Datos: Q941866
- Multimedia: Jeff Hamilton / Q941866